# Un quarto d'ora di celebrità
Un quarto d'ora di celebrità è un EP del rapper Amir, pubblicato il 1º gennaio 2015.

## Tracce
1. Senza fine – 1:34
2. Una vita non basta – 3:13
3. Cento notti (feat. Ada Reina) – 4:03
4. Non sarai mai solo – 3:28
5. Questione di tempo (feat. Kris Kolo) – 3:04